# Glasgow School
Pour les articles homonymes, voir École de Glasgow.
Ne doit pas être confondu avec Glasgow School of Art.
L'École de Glasgow ou Glasgow School est un cercle d'artistes et de designers ayant vu le jour en Écosse, à Glasgow, à partir des années 1870 et qui a prospéré dans les années 1890 jusqu'à environ 1910. Les groupes d'artistes de ce mouvement comprennent les Glasgow Boys, les Glasgow Girls et The Four (littéralement, Les Quatre, aussi appelés Spook School).
C'est le boom économique qu'a connu Glasgow depuis le milieu du XIXe siècle qui a permis cette explosion de contributions locales au mouvement moderne, ainsi qu'à l'Art nouveau, en particulier dans les domaines de l'architecture, de la décoration et de la peinture.

## The Glasgow Girls

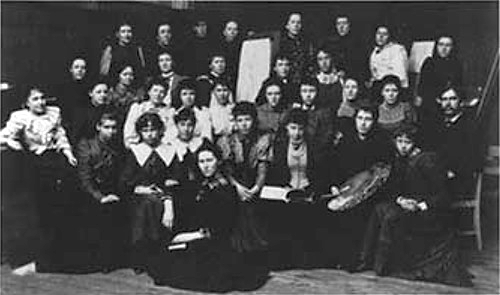
Les Glasgow Girls en 1893.

Les Glasgow Girls sont un groupe de femmes artistes et designers actives à Glasgow à la fin du XIXe siècle et au début du XXe siècle. On compte parmi elles Margaret MacDonald Mackintosh et Frances MacDonald, membres du groupe The Four (voir ci-dessus), Jessie Marion King, Annie French, Jessie Newbery, Ann Macbeth, Bessie MacNicol, Norah Neilson Gray, Stansmore Dean, Eleanor Allen Moore, De Courcy Lewthwaite Dewar et Christian Jane Fergusson (en).